# Ouanne (rivière)
Pour les articles homonymes, voir Ouanne.
L'Ouanne est une rivière française qui coule dans les départements de l'Yonne et du Loiret. C'est un affluent du Loing en rive droite, donc un sous-affluent de la Seine.

## Géographie
La longueur de son cours d'eau est de 83,6 km.
L'Ouanne prend sa source sur la commune d'Ouanne, commune située dans le département de l'Yonne et la région de Bourgogne-Franche-Comté, au lieu-dit Pierrefitte le Bas, à 282 m d'altitude.
Elle passe dans le département du Loiret, situé  dans  la région Centre, au niveau du lieu-dit L'Aunay puis rejoint le Loing à Conflans-sur-Loing, à 93 m d'altitude. Elle parcourt le nord de la Puisaye.

### Communes traversées
Dans les deux département de l'Yonne et du Loiret, l'Ouanne traverse les dix-neuf communes suivantes, de l'amont vers l'aval, dans l'Yonne de Ouanne (source), Leugny, Moulins-sur-Ouanne, Toucy, Dracy, Villiers-Saint-Benoît, Grandchamp, Saint-Denis-sur-Ouanne, Malicorne, Saint-Martin-sur-Ouanne, Charny, Chêne-Arnoult, Dicy, et dans le Loiret, de Douchy, Triguères, Château-Renard, Gy-les-Nonains, Saint-Germain-des-Prés, Conflans-sur-Loing (confluence).
Soit en termes de cantons, l'Ouanne prend source dans le canton de Vincelles, traverse les canton de Cœur de Puisaye, canton de Charny, canton de Courtenay, conflue dans le canton de Châlette-sur-Loing, le tout dans les arrondissements d'Auxerre et de Montargis.

### Toponymes
L'Ouanne a donné son hydronyme aux quatre communes suivantes de Ouanne (source), Moulins-sur-Ouanne, Saint-Denis-sur-Ouanne, Saint-Martin-sur-Ouanne.

### Étymologie
Son nom viendrait du Kymrique lawen et lauen, ou de l'Armoricain laouen qui signifient tous trois "riant, joyeux, 
agréable". Elle a parfois été appelée « la Vouanne », un nom couramment usité par les anciens à l'accent local prononcé, dans les années soixante.

### Bassin versant
L'Ouanne traverse cinq zone hydrographiques pour le SANDRE, pour une superficie de 603 km2 mais sans intégrer la source. cet extrait du bassin versant est constitué à 72,42 % de « territoires agricoles », à 25,39 % de « forêts et milieux semi-naturels », à 1,69 % de « territoires artificialisés », à 0,41 % de « surfaces en eau ».
Le bassin versant de la rivière à la station hydrologique de Gy-les-Nonains est de 883 km2.

## Affluents
L' Ouanne a cinquante tronçons affluent référencés dont de nombreux bras. Les principaux affluents sont :
- Le Branlin (rg)[note 1], 43,7 km, qui prend naissance à Saints et se jette dans l'Ouanne à Saint-Martin-sur-Ouanne.
- Le Peruseau (rd), 9,4 km, qui prend naissance à Sommecaise et se jette dans l'Ouanne à Charny.
- La Chanteraine (rd),  8,8 km, qui prend naissance dans la forêt de La Ferté-Loupière et se jette dans l'Ouanne à Douchy.
- Le ru du Cuivre (rg),  23 km, prend naissance sur la commune de Champignelles dans l'Yonne, et se jette dans l'Ouanne à Douchy dans le Loiret.

## Hydrologie
L'Ouanne est une rivière moyennement abondante et constitue l'affluent principal du Loing.

### L'Ouanne à Gy-les-Nonains
Son débit a été observé durant une période de 40 ans (1969-2008), à Gy-les-Nonains, localité du département du Loiret située à peu de distance de son confluent avec le Loing,. Le bassin versant de la rivière y est de 883 km2 (soit plus de 95 % de sa totalité qui fait plus ou moins 950 km2[réf. nécessaire]).
Le module (débit moyen inter annuel) de la rivière à Gy-les-Nonains est de 4,8 m3/s.
L'Ouanne présente des fluctuations saisonnières de débit modérément marquées, avec des hautes eaux d'hiver portant le débit mensuel moyen à un niveau situé entre 6,09 et 10,20 m3/s, de décembre à avril inclus (avec un maximum très net en février), et des basses eaux d'été, de juillet à octobre, avec une baisse du débit moyen mensuel jusqu'à 1,72 m3/s au mois de septembre. Mais les fluctuations de débit sont bien plus prononcées sur de plus courtes périodes.

### Étiage ou basses eaux
À l'étiage, le VCN3 peut chuter jusque 0,51 m3/s, en cas de période quinquennale sèche, ce qui ne peut être considéré comme sévère.

### Crues

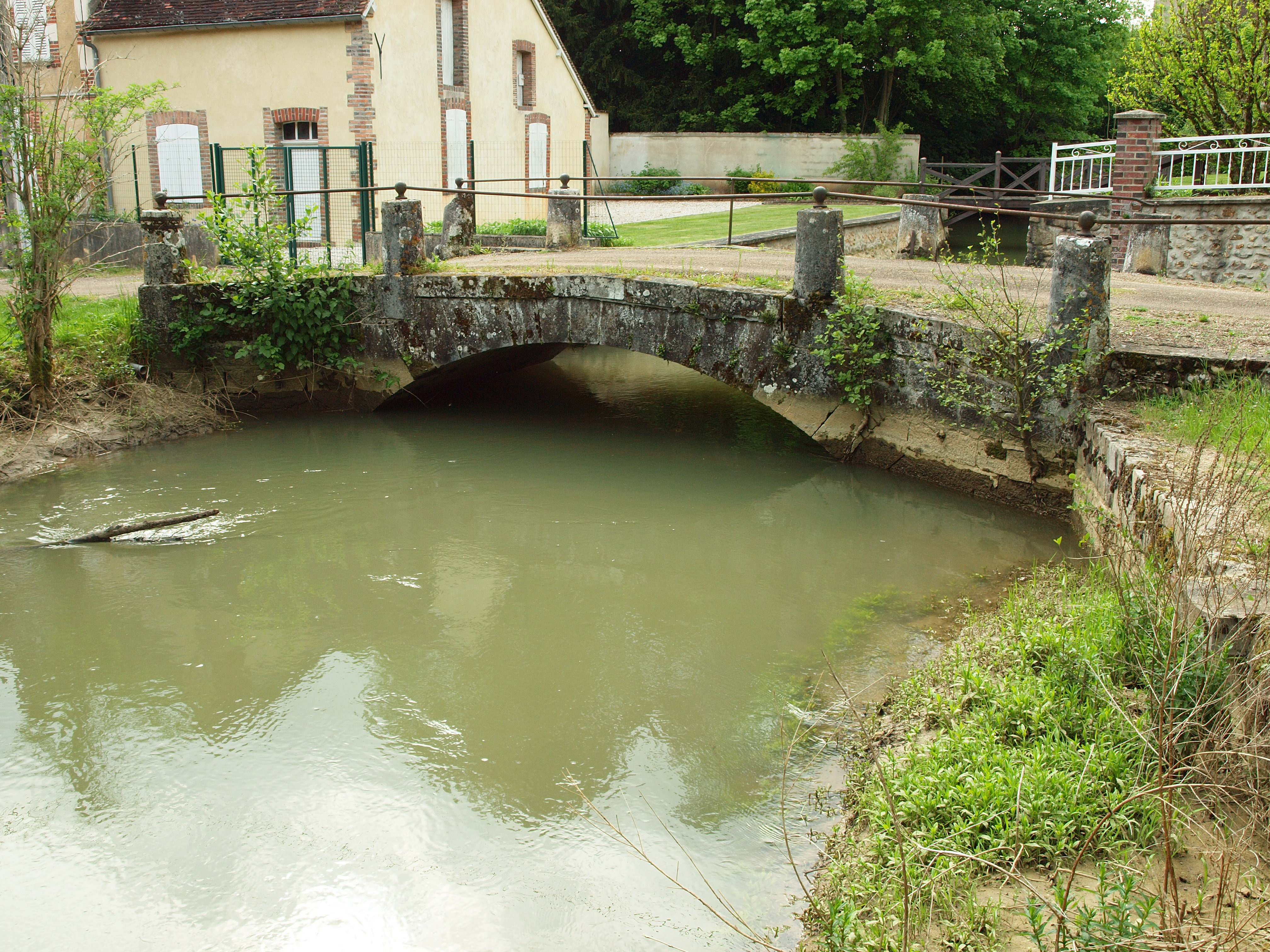
Pont sur l'Ouanne à Villiers-Saint-Benoît.

Les crues peuvent être très importantes compte tenu de la taille de la rivière et de son bassin versant. Les QIX 2 et QIX 5 valent respectivement 46 et 77 m3/s. Le QIX 10 est de 97 m3/s, le QIX 20 de 120 m3/s et le QIX 50 de 140 m3/s.
Le débit instantané maximal enregistré à Gy-les-Nonains durant cette période de 38 ans, a été de 137 m3/s le 31 décembre 2001, tandis que la valeur journalière maximale était de 103 m3/s le même jour. En comparant la première de ces valeurs avec l'échelle des QIX de la rivière, il apparait clairement que cette crue était presque d'ordre cinquantennal, et donc assez exceptionnelle.

### Lame d'eau et débit spécifique
L'Ouanne est une rivière moyennement abondante. La lame d'eau écoulée dans son bassin versant est de 172 millimètres annuellement, ce qui est certes largement inférieur à la moyenne d'ensemble de la France tous bassins confondus, mais quelque peu supérieur à la moyenne du bassin du Loing (148 millimètres par an). Le débit spécifique de la rivière (ou Qsp) atteint le chiffre de 5,4 litres par seconde et par kilomètre carré de bassin.

## Sites touristiques
- La ville de Toucy : église fortifiée, château du Miton, maisons à colombages.
- Depuis la commune de Toucy jusqu'à Villiers-Saint-Benoît, on peut longer l'Ouanne par le Train touristique de Puisaye-Forterre qui va de Saint-Sauveur-en-Puisaye à Villiers-Saint-Benoît.
- Les châteaux de Dracy et Grandchamp.
- La commune de Château-Renard

## Galerie

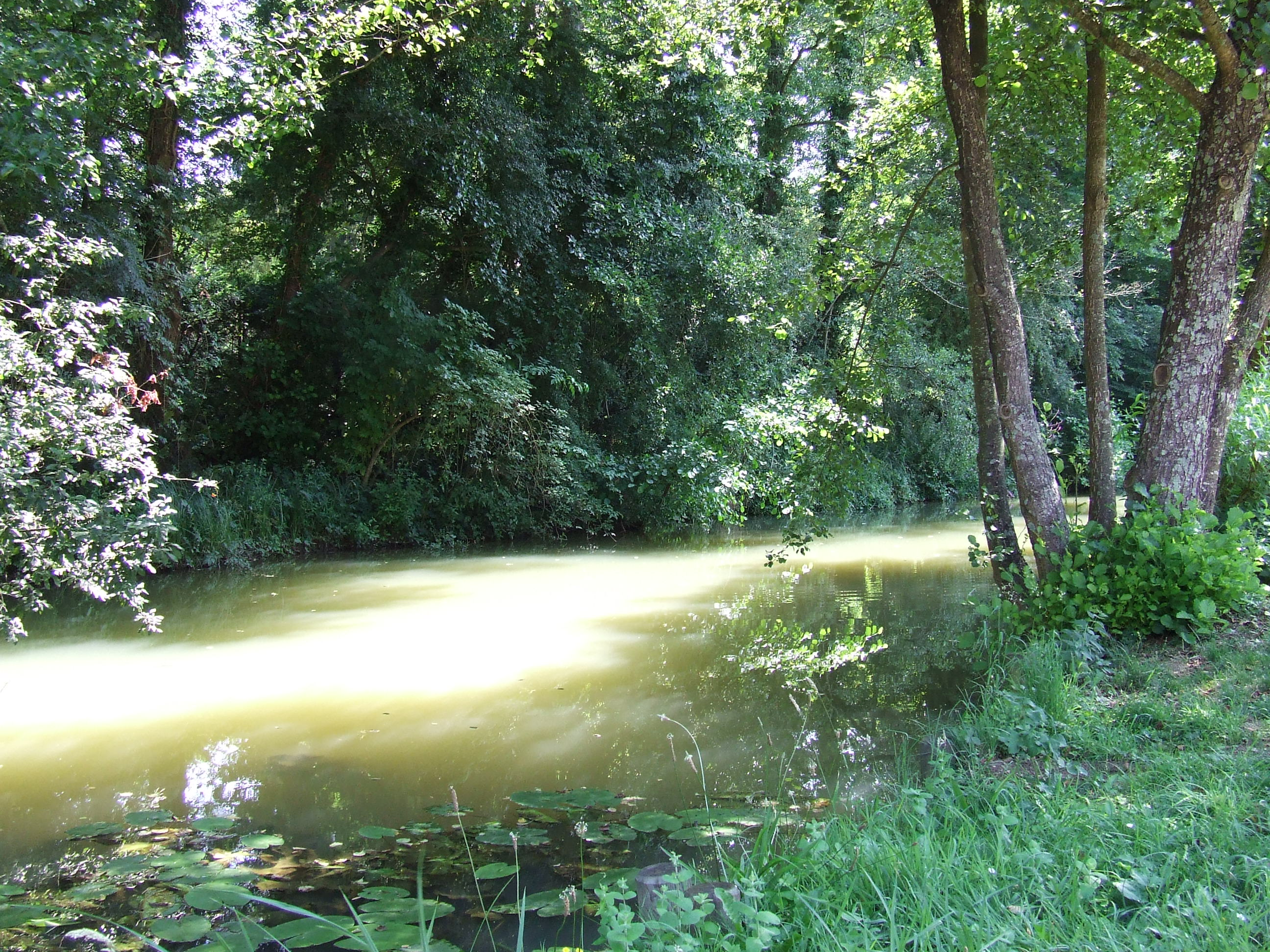
L'Ouanne à Toucy.
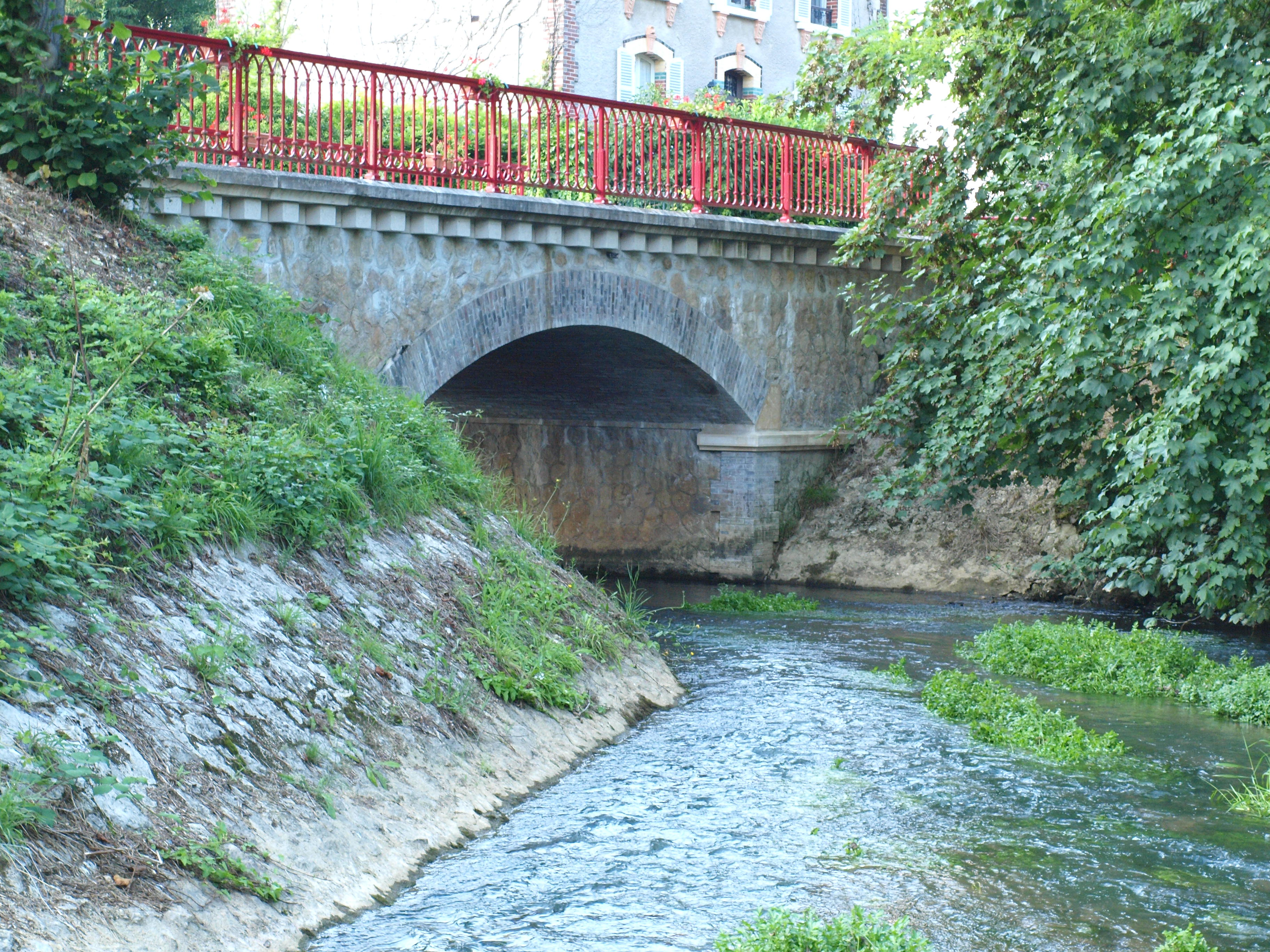
Pont sur l'Ouanne à Grandchamp.
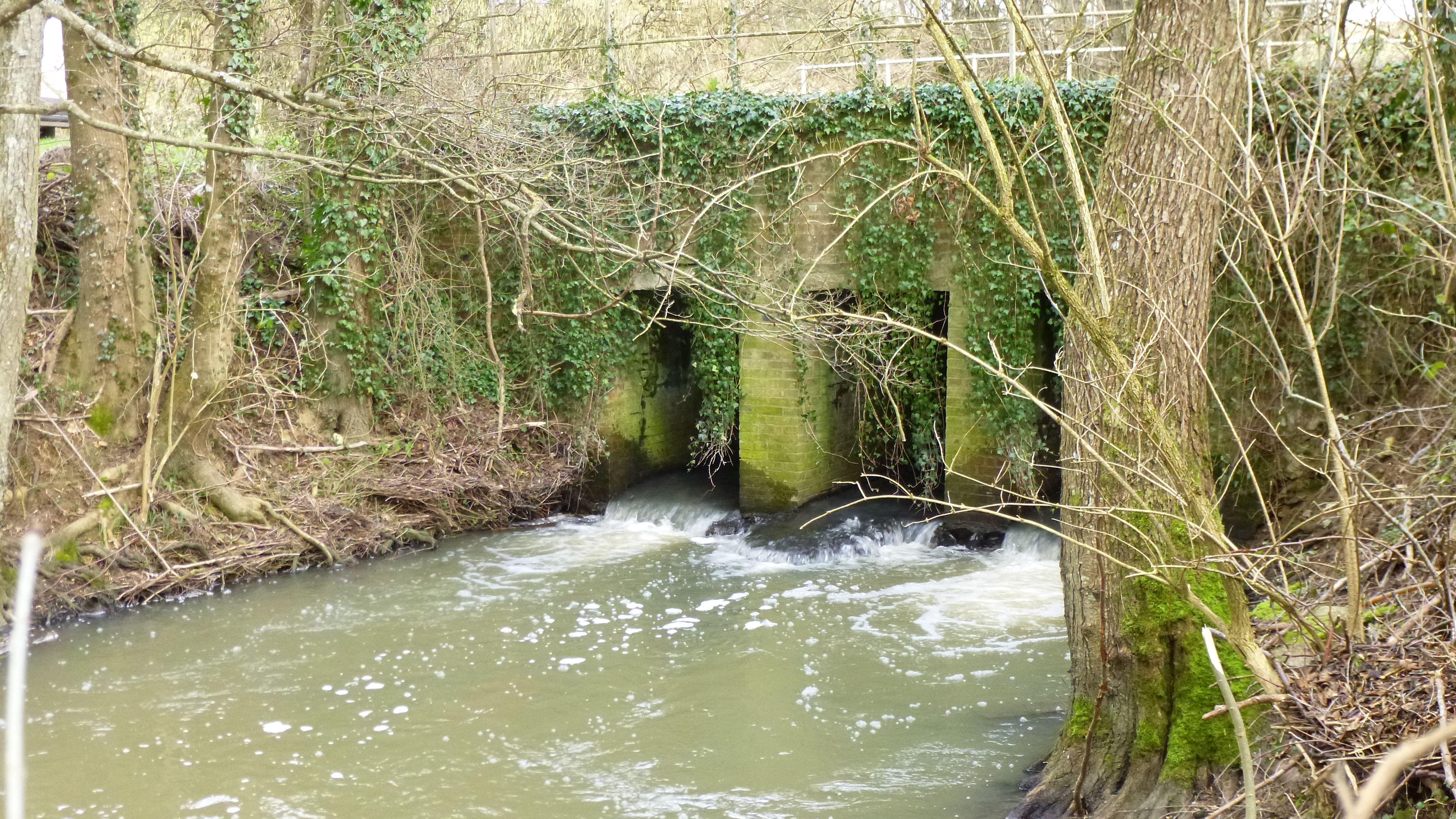
Le Péruseau aux Bonnins.
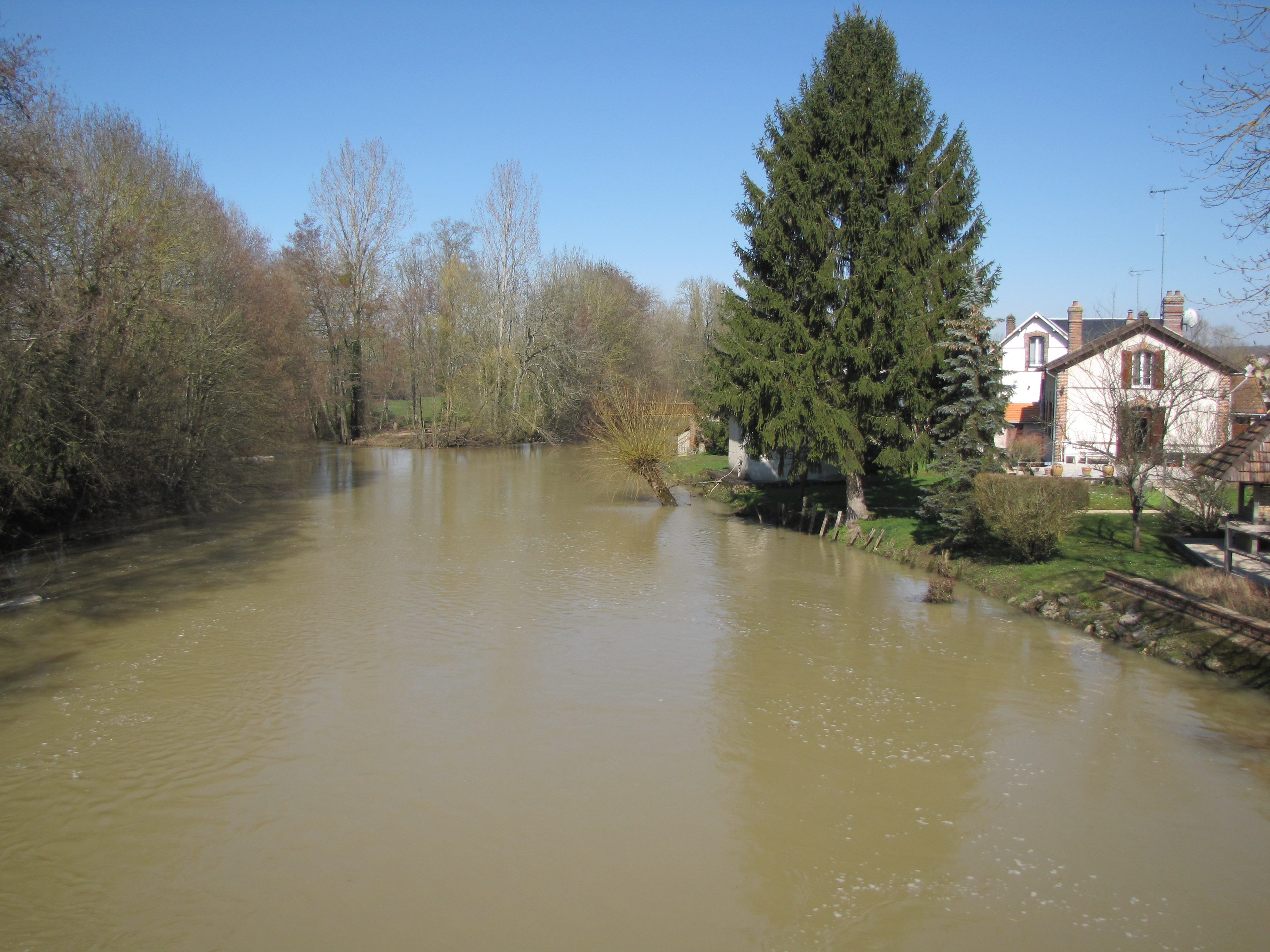
L'Ouanne à Charny, rue des Ponts, petite crue de mars.
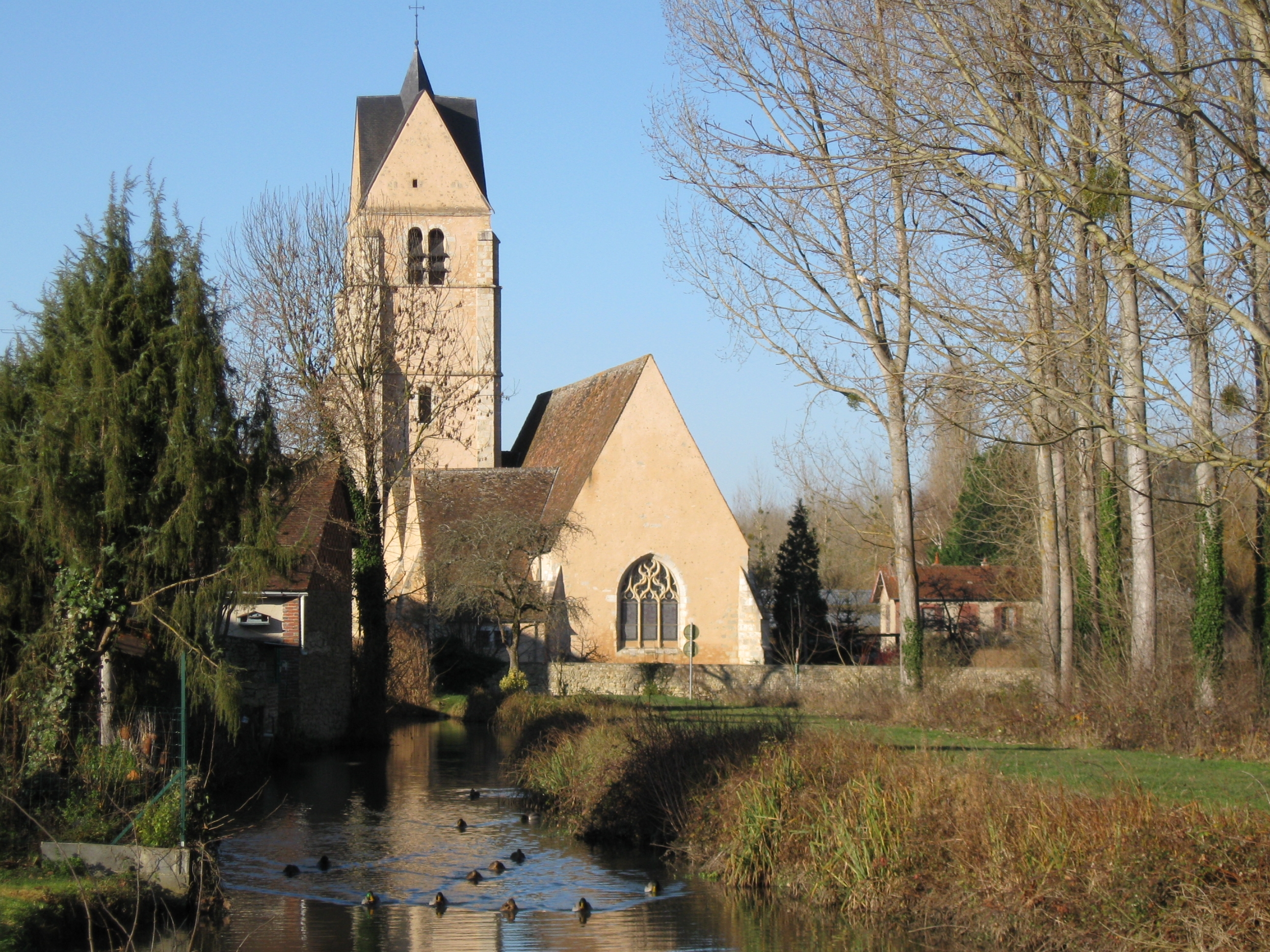
Un bras de l'Ouanne devant l'église de Gy-les-Nonains.